# Isra Yuksel
Isra Yuksel (10 aprile 2005) è una nuotatrice artistica turca.

## Biografia
Isra Yuksel esordisce nelle gare internazionali ai campionati europei di nuoto 2022 tenutesi a Roma, partecipando solamente alla gara a squadre nel programma libero, classificandosi in 9ª e ultima posizione
L'anno successivo, nel 2023, partecipa con la squadra turca ai Giochi europei, riuscendo a vincere la medaglia di bronzo nel programma libero combinato.

## Palmarès
- Giochi europei

Cracovia 2023: bronzo nel programma libero combinato